# Falconer (romanzo)
Falconer è un romanzo dello scrittore statunitense John Cheever, pubblicato nel 1977 da Alfred A. Knopf. Il libro fu pubblicato in Italia l'anno successivo nella traduzione di Ettore Capriolo e con il titolo Il prigioniero di Falconer, anche se le edizioni italiane successive adottarono il titolo originale inglese.

## Trama
Ezekiel Farragut è un professore universitario tossicodipendente che, dopo aver commesso fratricidio, viene incarcerato nella prigione statale di Falconer. Qui Ezekiel fatica a tenere viva la propria umanità finché non incontra il rapinatore Jody, con cui intraprende una relazione sessuale che si trasforma in un profondo innamoramento. 

## Accoglienza
Il romanzo fu accolto positivamente dalla critica statunitense al momento della pubblicazione, ottenendo recensioni calorose da Kirkus Reviews e da Joan Didion sul New York Times. Nel 2010 Time lo inserì nella lista dei cento migliori romanzi pubblicati tra il 1923 e il 2005.

## Edizioni
- Il prigioniero di Falconer, trad. Ettore Capriolo, Garzanti, Milano 1978. ISBN 9788811660705
- Falconer, trad. Ettore Caprioli, postfazione Goffredo Fofi, Fandango libri, Roma 2001. ISBN 9788887517132
- Falconer, trad. Ettore Caprioli, prefazione Goffredo Fofi, LaFeltrinelli, Milano 2013. ISBN 9788807880223